# Radar CXAM
Le radar CXAM  est le premier radar de production déployés sur les navires de la US Navy. Il a été développé par le United States Naval Research Laboratory (NRL) des États-Unis par Robert Morris Page et son équipe. C'est la compagnie Radio Corporation of America (RCA) qui reçut la première commande en 1939 et livra le premier exemplaire en 1940.

## Histoire

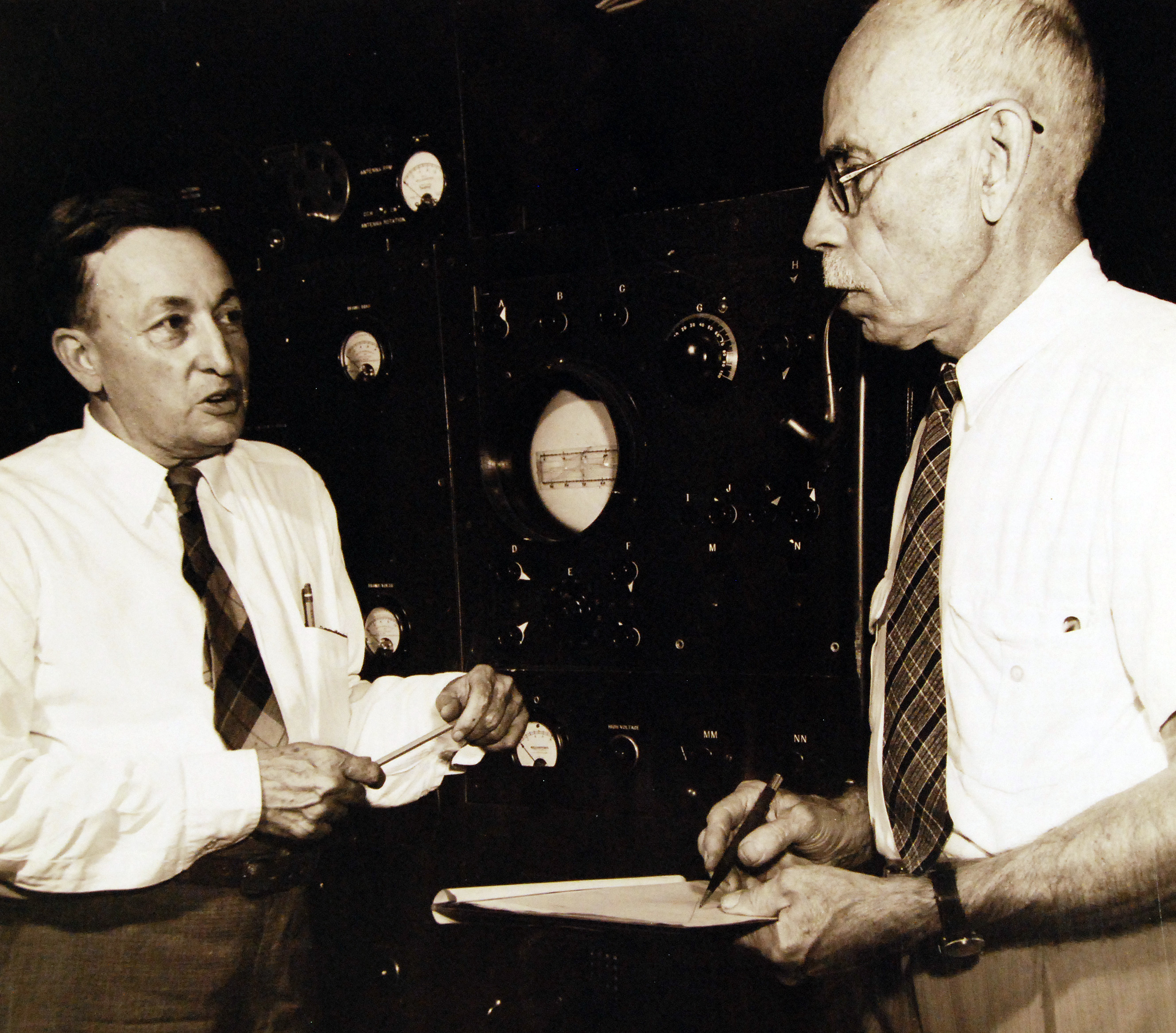
Leo C. Young (gauche) et Albert H. Taylor (gauche) devant une console radar.

À l’automne 1922, Albert H. Taylor et Leo C. Young du NRL, lors des essais de communication radio dans le fleuve Potomac, remarquèrent que les bateaux en bois traversant la trajectoire de leur signal d’onde continu causaient des interférences, redécouvrant ainsi le même principe que Christian Hülsmeyer en 1904. En 1930, Lawrence A. Hyland du NRL détecta le passage d’un avion à l’aide d’une interférence dans le signal d’une onde entretenue de 33 MHz (longueur d’onde d’environ 100 mètres). Ces deux expériences montraient la possibilité de détection mais ne fournissaient pas la position ni la vitesse de la cible.
Au début des années 1930, Taylor confia à Robert Page, la tâche de développer un émetteur à impulsion et une antenne d’émission que lui et Young avait imaginé pour contourner ce problème. Page construisit donc l’appareil et l’essaya en décembre 1934. Il utilisait une fréquence de 25 MHz avec une impulsion de 5 microsecondes. Il continua les essais en 1935 et le 28 avril 1936, Page fut capable de repérer un petit avion à 4 kilomètres de distance le long du Potomac. La fréquence utilisée nécessitait une large antenne afin d’avoir un faisceau suffisamment concentré dans la direction de sondage, ce qui rendait son utilisation impossible sur un navire ou un avion.
En utilisant une fréquence de 80 MHz, puis 200 MHz, l'antenne fut réduite. En avril 1937, un prototype fut installé pour des tests sur le destroyer USS Leary. Après des modifications en décembre 1938 et janvier 1939, le modèle XAF de NRL fut essayé sur le cuirassé USS New York alors que le modèle CXZ de RCA fut monté sur le USS Texas. Le radar XAF permit de repérer un avion à 100 kilomètres de distance et se montra plus robuste,. L'US Navy commanda d'abord six radars basés sur ce modèle pour ses navires, puis une autre série de quatorze.
Les premiers radars furent livrés en 1940 et furent nommés CXAM de la fusion des technologies du XAF et du CXZ. On les installa en septembre sur le cuirassé USS California, le porte-avions USS Yorktown, et les croiseurs lourds USS Pensacola, USS Northampton, USS Chester et USS Chicago. Les quatorze suivants ont pris le nom de CXAM-1 car ils comportaient certaines améliorations. On les mit sur les cuirassés USS Texas (octobre 1941), USS Pennsylvania, USS West Virginia, USS North Carolina et USS Washington ; sur les porte-avions USS Lexington, USS Saratoga, USS Ranger, USS Enterprise et USS Wasp ; sur le croiseur lourd USS Augusta, deux croiseurs légers et sur le ravitailleur d'hydravions USS Curtiss.
L'usage de ce radar s'est montré déterminant lors de la Seconde Guerre mondiale. La Marine impériale japonaise n'a en effet obtenu des radars que tard dans le conflit et ils ont été peu nombreux sur ses navires.

## Caractéristiques

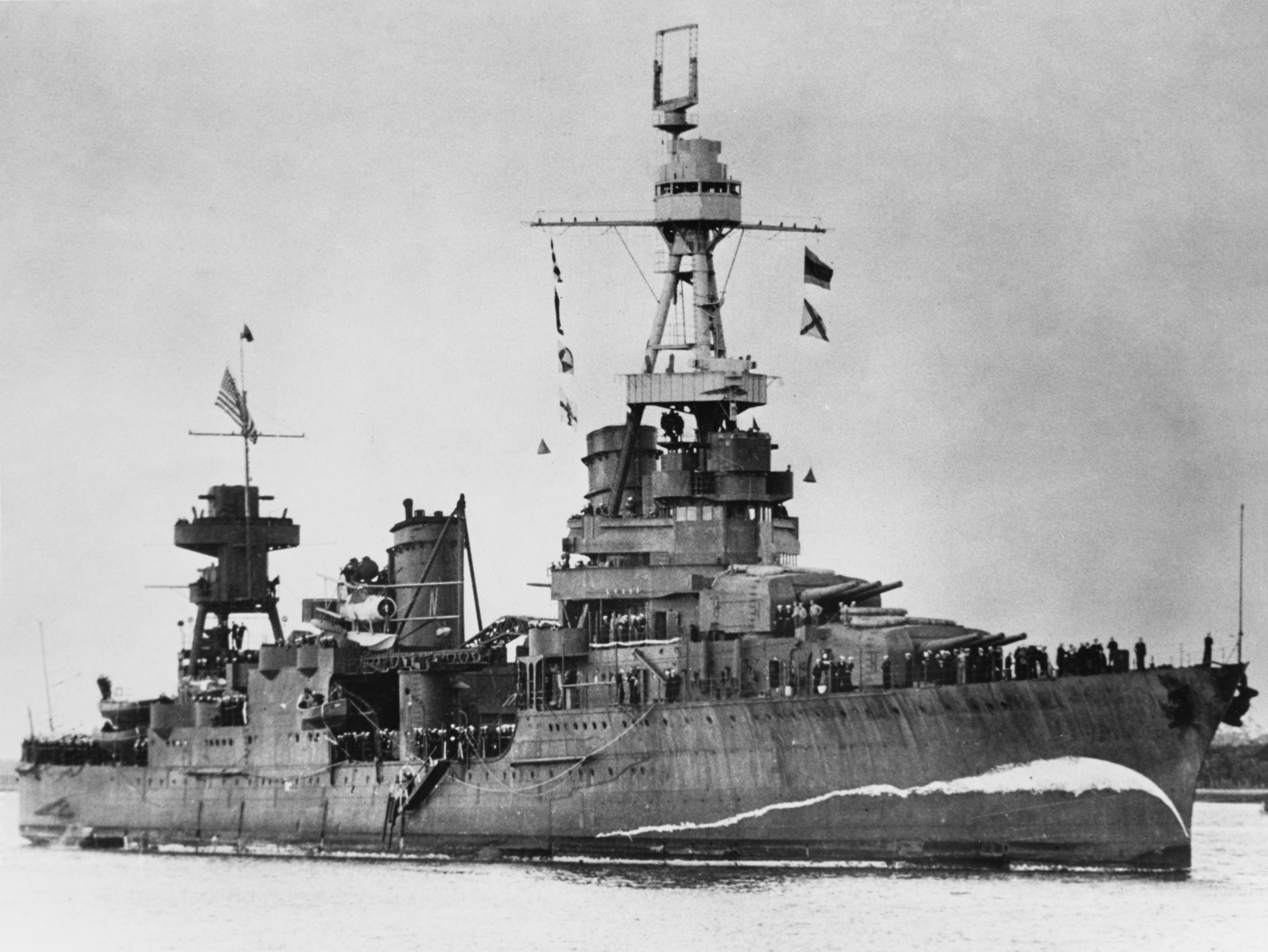
L' à Brisbane, Australie, le 15 août 1941 avec une version initiale du CXAM à son mât.

Selon le manuel des caractéristiques de l'US Navy, l'antenne du CXAM installée à 40 mètres au-dessus de la mer pouvait détecter un avion à 80 kilomètres et un navire important à 23 kilomètres. Elle avait une résolution d'environ 182 mètres en distance et 3 degrés sur l'azimut. Cependant, certaines sources parlent de détection d'un avion à 160 kilomètres par l'USS Yorktown. Le radar monté sur l'USS Lexington a détecté les avions venant de la flotte japonaise à 110 kilomètres lors de la bataille de la mer de Corail.
Selon le manuel, tout l'assemblage du CXAM pesait 2 273 kg, dont 682 kg pour l'antenne et son support de 4,6 mètres par 4,775 mètres. La puissance requise émise était de 5 kW et au moins un opérateur-radar était nécessaire à la surveillance de l'oscilloscope d'affichage des données.
Le CXAM était doté d'une fréquence de répétition des impulsions radar variable ce qui permettait de distinguer entre les vrais échos et ceux revenant d'au-delà de la portée maximale non-ambiguë du radar qui causent des « fantômes ».